# Cissus campestris
Cissus campestris – gatunek rośliny z rodziny winoroślowatych (Vitaceae). Występuje w centralnej i południowej Brazylii i w Paragwaju.

## Morfologia
Roślina pnąca, o długich, smukłych pędach. Liście podłużne, lancetowate, całobrzegie lub nieregularnie ząbkowane. Wyrastają naprzemianlegle na międzywęźlach, na których naprzeciw liści pojawiają się wąsy czepne i baldachowate kwiatostany. Kwiaty niepozorne, biało-zielone. Owocami są niewielkie, okrągłe jagody.